# Beril Böcekler
Beril Böcekler (Ancara, 7 de fevereiro de 2004), é uma nadadora turca. 
Böcekler representou a Turquia no Campeonato Europeu de Natação Juvenil de 2018 e nos Jogos do Mediterrâneo de 2018. Böcekler tem recordes em 400, 800 e 1500 metros livres representando a Turquia. Ela ganhou o direito de participar dos Jogos Olímpicos de Verão de 2020.